# Buforrestia mannii
Buforrestia mannii är en himmelsblomsväxtart som beskrevs av Charles Baron Clarke. Buforrestia mannii ingår i släktet Buforrestia och familjen himmelsblomsväxter. Inga underarter finns listade.